# Ebbe Iversen
Ebbe Iversen (født 10. september 1947) er en dansk journalist og mangeårig filmkritiker ved Berlingske.
Ebbe Iversen blev student fra Sct. Knuds Gymnasium i 1966 og anmeldte Olien flammer over Arizona som sin første film samme år. Efter studentereksamen kom han i lære som journalist på Fyens Stiftstidende. En overgang var han avisens rockredaktør.
Fra 1973 til 2011 arbejdede han som filmkritiker ved Berlingske. Her blev han bortvist efter at have sendt bondagebilleder af en yngre, kvindelig kollega til en anden kollega. Samtidig blev der fundet seksuelt overgrebsmateriale med børn på hans kones arbejdscomputer og i hans hjem. Mens han undskyldte bondagebillederne, luftede han i første omgang en teori om, at ledelsen på Berlingske ledte efter en grund til at fyre ham. Da sagen kom for Københavns Byret i 2012 erkendte han dog sin skyld. Han blev idømt 30 dages ubetinget fængsel for besiddelse af overgrebsmaterialet.
Det kom desuden frem, at han tidligere er straffet med bøde for blufærdighedskrænkelse i en sag, der ikke omhandlede børn.
Han har modtaget Cannes Filmfestivals medalje for at have dækket filmfestivalen gennem 33 år.